# Pedro de Almeida, 1.º Conde de Assumar
Pedro de Almeida Portugal, primeiro conde de Assumar, conhecido pela alcunha «O Barbas», (1630 — Goa, 22 de março de 1679) foi vedor da Fazenda e um militar português.
Em 1677 foi nomeado vice-rei da Índia, fazendo-lhe então o príncipe regente várias mercês, e entre outras por carta de 11 de Abril lhe deu o senhorio de Assumar com o título de Conde da mesma vila em sua vida, com a restrição contudo de o ter em segredo por tempos de dois anos, só passado os quais declararia esta mercê e poderia usar publicamente o referido título nobiliárquico. Não logrou D. Pedro viver aqueles dois anos, pouco lhe faltou.
Morreu de uma doença que lhe sobreveio no sitio de Pate na costa da África.

## Ancestrais
Era filho de D. João de Almeida, senhor da casa de seu pai, comendador de Santa Maria de Loures na Ordem de Cristo, alcaide-mor de Alcobaça, vedor da Casa Real de D. João IV de Portugal e D. Afonso VI de Portugal. Reposteiro-mor e Gentil-Homem de Câmara do Rei quando sua mãe D. Luísa de Gusmão lhe pôs casa. Sua varonil beleza se tornou tão apreciada que era conhecido pelo apelido de «O Formoso». Casou com D. Violante Henriques, Guarda-mor da Rainha D. Maria Francisca Isabel de Sabóia quando enviuvou. Era filha de D. Marcos de Noronha, que combateu em Alcácer Quibir e foi resgatado, Senhor do Morgado e Padroado do convento do Salvador de Lisboa e sua mulher Maria Henriques. Violante era irmã de D. Tomás de Noronha, 3.º Conde dos Arcos, do Conselho de Estado e Presidente do Conselho Ultramarino.
Era neto de D. Lopo de Almeida, comendador de Santa Maria de Loures na Ordem de Cristo, alcaide-mor e capitão-mor de Alcobaça, sobrinho do Arcebispo de Lisboa D. Jorge de Almeida, Dom Abade comendatário de Alcobaça. Foi sua mulher D. Joana de Portugal, filha e herdeira de D. João de Portugal, da casa dos condes de Vimioso, e D. Madalena de Vilhena, filha e herdeira de Francisco de Sousa Tavares, capitão-mor da Índia e das fortalezas de Cananor e Diu. D. João  acompanhou o rei a Alcácer Quibir onde morreu e Madalena casou por segunda vez com Manuel de Sousa Coutinho, tomando mais tarde o hábito das Religiosas do Mosteiro do Sacramento de Lisboa e ele o de São Domingos de Benfica, com nome Frei Luís de Sousa, tendo composto as Crónicas de sua Ordem e a Vida do Venerável Frei Bartolomeu dos Mártires.  Nunca mais se viram nem se comunicaram, fosse por escrito. D. João de Portugal e Madalena tiveram dois filhos: D. Luís de Portugal, herdeiro de sua casa, que serviu em Ceuta onde, brincando, meteu o ferro de sua lança pela testa e morreu e D. Joana de Portugal, acima.

## Dados biográficos
Foi comendador na Ordem de Cristo de Santa Maria de Loures, de São Salvador do Souto e São Salvador de Baldréu. Vereador da Câmara de Lisboa («no tempo em que o foram pessoas da sua qualidade»). 1.º donatário de Assumar. Instituidor do vínculo de Vale de Nabais. Deputado da Junta dos Três Estados.
Na Guerra da Restauração, no Alentejo, recebeu patente de mestre-de-campo de um Terço de Infantaria. Fora antes capitão de cavalos. Por estes serviços foi criado donatário de Assumar em carta de 11 de abril de 1677 na regência de D. Pedro, mais tarde D. Pedro II de Portugal, com o senhorio da mesma vila e do Conselho de Estado do mesmo D. Pedro II e Vedor da Fazenda da Casa Real na mesma data. Seu decreto como Vice-Rei da Índia é também de 11 de abril de 1677.
Lê-se em Monstruosidades do tempo e da fortuna:  D. Pedro de Almeida, provedor das valas de Santarém, ficou por valido de El-Rei (Afonso VI de Portugal) depois que se lhe tirou o Conde de Castelo Melhor, mas com tão pouca fidalguia que era valido e espia. Apresentou na noite em que o Rei dera o governo do Reino a Sua Alteza uma petição em que lhe pedia 3 mil cruzados cada ano em comendas e o título de conde em duas vidas. Despachou-o El-Rei como pedia. Na 1.ª audiência que o Príncipe Regente deu, apresentou a D. Pedro este despacho, confiado no trato nobre com que havia servido e não advertindo que os Príncipes tanto aborrecessem o traidor quanto estimam a traição. Saiu com uma rubrica que não valia nada a mercê, porque não fora feita em tempo hábil e fora alcançada subrepticiamente.»

## Casamento e posteridade
Casou com D.  Margarida André de Noronha,  Dama da Rainha D. Luísa, filha de D. Fernando de Mascarenhas, 1.º Conde da Torre de juro e herdade e de D. Maria de Noronha, irmã de D. Rodrigo da Silveira, 1.º Conde de Sarzedas.
Filhos:
- 1 - D. João de Almeida Portugal, 2.º conde de Assumar.
- 2 - D. Lopo de Almeida Portugal (morto em 3 de janeiro de 1744), cavaleiro professo da Ordem de São João de Malta, seu Recebedor durante muitos anos e seu Procurador em Portugal, depois Bailio de Negroponte, Grão Chanceler (ou Grão-Mestre) da Religião em Portugal. Serviu na guerra contra Castela, mestre-de-campo de Infantaria na Guerra da Liga;  vedor das Casas da Princesa das Astúrias e da Princesa do Brasil, Bailio de Leça. Beneficiado de Águas Santas, Cesareu e Vera Cruz.
- 3 - D. Fernando de Almeida Portugal (morto em 9 de novembro de 1712). Porcionista do Colégio Real de São Paulo de Coimbra, cónego da Sé de Coimbra,  deputado do Santo Oficio da Inquisição de Lisboa, sumilher da Cortina de D. Pedro II e D. João V, Deputado da Junta dos Três Estados. Instituidor do morgadio de Vale de Nabais em Santarém.
- 4 - D. Maria Benta de Almeida Portugal Noronha (morta em 8 de março de 1731), dama da Rainha D. Maria Francisca de Sabóia. Casou com Gastão José da Câmara Coutinho (1662-1736), Senhor ou donatário das Ilhas Desertas (e Regalados?), alcaide-mor de Torres Vedras, comendador na Ordem de Cristo de Santa Maria de Casavel, Santiago de Caldelas, Santo André da Vila Boa de Quires, coronel de um regimento de Ordenanças de Lisboa, Vedor das Casas das Rainhas Maria Francisca Isabel de  Sabóia  e Mariana de Áustria, desta foi ainda Estribeiro-Mor, muito dado ao estudo da genealogia.